# Pakhuset (Tønning)
Pakhuset er en historisk bygning beliggende ved det indre havn i Tønning i det sydlige Nordfrisland. Pakhuset blev bygget i 1783 som led i opførelsen af Ejderkanalen som forbindelse mellem Vesterhavet og Østersøen. Bygningen blev opført ved den smalle vinkelhavn, der allerede var anlagt som en afgrening af Ejderen under hertug Johan Adolf i 1613. Pakhuset genspejler byens store velfartsperiode fra 1784 til 1895. Betydningen bliver ikke mindre med anlægelsen af den Sydslesvigske Jernbane i 1854. Først med opførelsen af Kielerkanalen i 1895 mistede ejderbyen sin betydning som handelsby og Pakhuset kom ud af brug. Bygningen er 77 meter lang, 14 m bred, har tre etager og et opbevaringsareal på ca. 4.000 m². Den kunne rumme 15.000 ton korn. Pakhuset rummer i dag forskellige udstillinger. Hvert år i december blev bygningen omdannet til en stor julekalender. Bygningen blev fredet i 1965.
Overfor Pakhuset ligger Skipperhuset.